# Roy Drusky
Roy Frank Drusky (Atlanta, 22 juni 1930 - 24 september 2004) was een Amerikaanse countryzanger en songwriter.

## Carrière
Roy Drusky begon tijdens zijn tweejarige diensttijd bij de United States Army zich serieus met muziek bezig te houden. Na zijn ontslag studeerde hij diergeneeskunde. Met twee vrienden formeerde hij de band The Southern Ranch Boys. Het winnen van een talentenjacht leidde tot een eigen show bij een plaatselijk radiostation. In 1953 kreeg hij bij Starday Records een platencontract. Twee jaar later wisselde hij naar Columbia Records. Hij werkte een poos als diskjockey en begon met het componeren van songs.
Een belangrijke carrièrestap lukte in 1958, toen Faron Young zich met zijn song Alone With You op de nummer 1-positie plaatste. Na dit prestigieuze succes verhuisde Drusky naar Nashville, waar hij bij Decca Records tekende en werd geproduceerd door Owen Bradley. In 1960 had hij met Another en Anymore zijn eerste top 10-hits. In hetzelfde jaar werd hij een permanent lid van de Grand Ole Opry. Na enkele verdere hits wisselde hij in 1963 naar Mercury Records.
Hier bereikte hij in 1965 de toppositie van de countryhitlijst met Yes, Mr. Peters in duet met Priscilla Mitchell. Hij telde als een van de toonaangevende vertegenwoordigers van de milde Nashville-sound. Zijn zangstijl en de romantische balladen herinnerden aan Eddy Arnold. Tot begin jaren 1970 produceerde hij een lange reeks top 10 en top 20-hits. In 1974 wisselde hij naar Capitol Records en later naar Scorpion Records, maar de hitsuccessen bleven uit.
Naast zijn activiteiten als zanger en songwriter werkte hij vanaf midden jaren 1960 als muziekproducent en trad hij op in drie speelfilms. Zijn laatste optreden in de Grand Ole Opry had hij in 2003.

## Overlijden
Roy Drusky overleed op 24 september 2004 op 74-jarige leeftijd na een slopende ziekte.

## Discografie

### Albums
Decca Records
- 1961:	Anymore With Roy Drusky
- 1962:	It's My Way

Mercury Records
- 1964:	Songs Of The Cities
- 1964:	Yesterday's Gone
- 1964:	The Pick Of The Country
- 1965:	Country Music All Around The World
- 1965:	Love's Eternal Triangle
- 1966:	Country Song Express
- 1966:	Together Again
- 1966:	In A New Dimension
- 1966:	If The Whole World Stopped Lovin'
- 1967:	Now (Is A Lonely Time)
- 1968:	We Belong Together
- 1969:	Jody And The Kid
- 1969:	My Grass Is Green
- 1970:	I'll Make Amends
- 1970:	All My Hard Times
- 1971:	I Love The Way That You've Been Lovin' Me
- 1972:	Doin' Something Right

Capitol Records
- 1974:	Peaceful Easy Loving
- 1975:	This Life Of Mine

Scorpion Records
- 1976:	Night Flying

Warped Records
- 2013:	1955–1960

- Bibliothèque nationale de France: cb13945089r (data)
- Gemeinsame Normdatei: 134362578
- International Standard Name Identifier: 0000 0001 1489 1957
- Library of Congress Control Number: n92087049
- MusicBrainz: 56d7c456-3ffb-4384-89bf-b0024c2d9d55
- Nationale Bibliotheek van Tsjechië: mzk2005269611
- SNAC: w6hm5782
- Virtual International Authority File: 27257238
- WorldCat: E39PBJdWRyyxVqjXXFGF8gtxjC